# Mateusz Roguski
Mateusz Roguski (zm. 28 czerwca 1794 w Warszawie) – instygator koronny, intendent policji, szpieg i jurgieltnik rosyjski, powieszony przez ludność warszawską w czasie zaburzeń powstania kościuszkowskiego.
16 kwietnia 1794 mianowany instygatorem królewskim, miał powołać przed sąd sejmowy przywódców insurekcji. Po wybuchu insurekcji warszawskiej aresztowany.